# Кабаков, Геннадий Германович
Геннадий Германович Кабаков (род. 13 июня 1947, д. Тегешево (чув. Тикаш), Республика Чувашия, Россия; умер 19 марта 2025, г. Чебоксары, Республика Чувашия, Россия) — советский, российский прозаик чувашского происхождения, член Союза писателей РФ, почётный гражданин деревни Тегешево Урмарского района Чувашской Республики, подполковник юстиции в отставке.

## Биография[4]
Второй ребёнок в семье у Германа Прокопьевича и Клавдии Степановны. После службы в армии поступил в Казанский госуниверситет, где получил специальность правоведа. По профессии он — юрист. Более четверти века служил в органах внутренних дел Чувашской Республики. Был командиром взвода, следователем, старшим следователем. Из должностей начальника отделения и заместителя начальника следственной части при Следственном управлении МВД по Чувашской Республике в звании подполковника юстиции ушёл в отставку.
С 1969 года печатается в республиканских газетах и журналах. С 1994 года член Союза писателей РФ.
Дети от первого брака Людмила и Алина. У Алины растет сын Никита. От второго брака с Ниной Михайловной дочь Евгения.

## Публикации[6]
- «Ют юн» (1981);
- «Çунат çумне çунат» (1982);
- «Шакал йĕрĕпе» (1992);
- «Тегешево — далекое и близкое» (2001);
- «Шанчăк пĕтмен» (2004);
- «Корни и ветви старого дуба» (2008);
- «Шакал йĕрĕпе» (2009);
- «Врата ко всем путям земным» (2009);
- «Пурнǎç хакě» (2012);
- «Советский социализм и его крушение» (2015)
- «Тумхахлă çул» (2016);
- «Живет в веках деревня Тегешево» (2016)
- «Выбор пути» (2017).

## Награды[5]
- «Ветеран труда»
- «За безупречную службу» I, II, III степеней
- «200 лет МВД»
- «90 лет Чувашской милиции»
- «50 лет следствия при МВД РФ»
- нагрудный знак «Отличник милиции»